# 차베즈 (영화)
《차베즈》(Chavez: Inside The Coup)는 영국에서 제작된 도나차 오브라인 감독의 2003년 다큐멘터리 영화이다. 대통령 우고 차베스가 이틀에 걸쳐 축출을 맞은 2002년 베네수엘라 쿠데타 시도 사건까지의 베네수엘라의 여러 사건들에 초점을 두고 있다. 휴고 차베즈 등이 주연으로 출연하였고 데이빗 파워 등이 제작에 참여하였다.

## 출연

### 주연
- 휴고 차베즈

### 조연
- 페드로 카모나
- 제시 헬스
- 콜린 파웰
- 조지 테넷